# Espiritualidad ignaciana

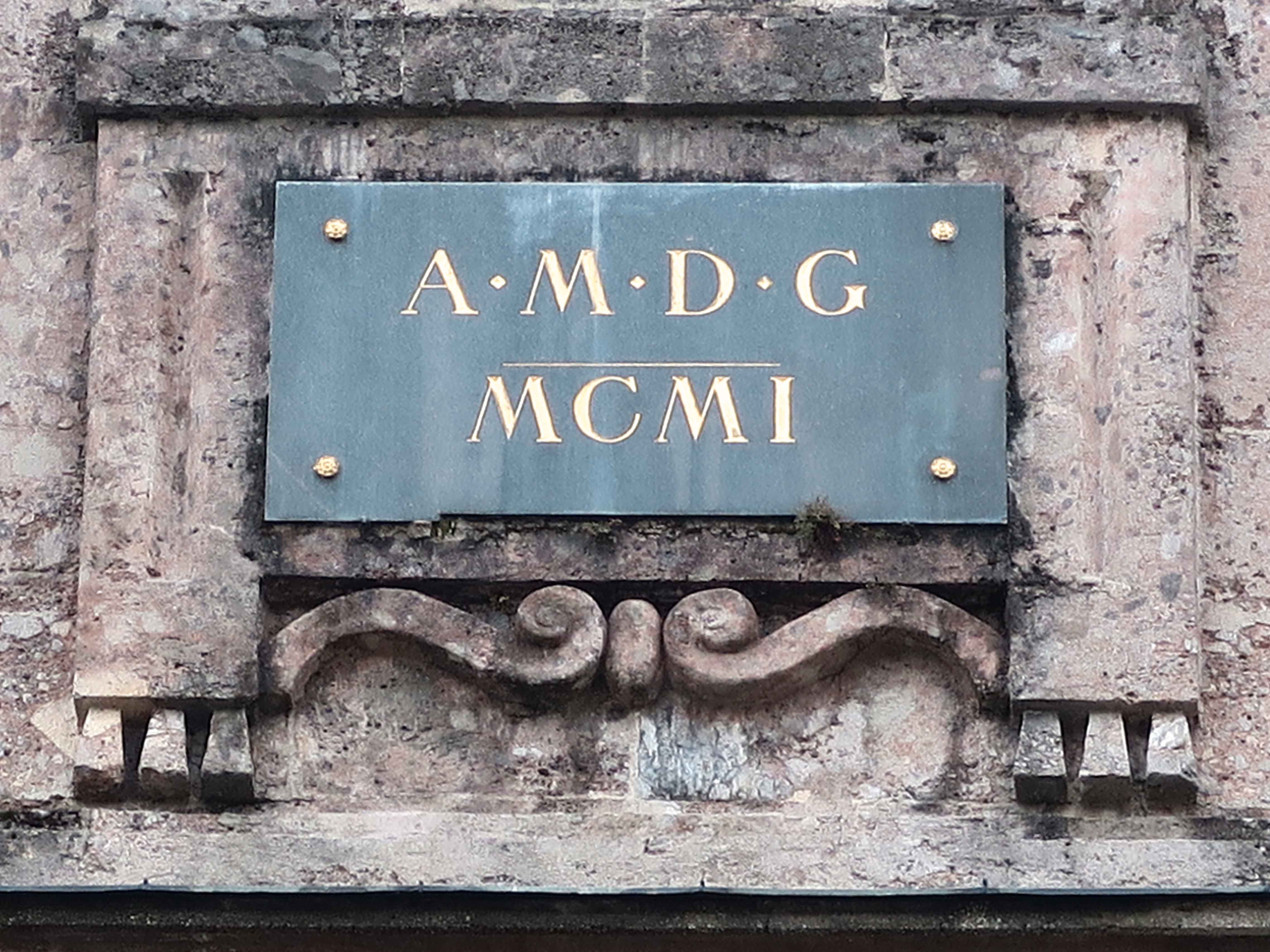
A Mayor Gloria de Dios (AMDG), Iglesia Jesuita de Innsbruck.

La espiritualidad ignaciana es una percepción y concepción cristiana de la persona –cuerpo y alma– en su relación con Dios y con el mundo circundante inspirada en la vida y la experiencia mística de San Ignacio de Loyola. La espiritualidad ignaciana, fuertemente cristocentrista, no concibe una relación con Dios sin incluir un compromiso de servicio a la comunidad humana, particularmente dentro de la Iglesia católica. En la acción al servicio del mundo se percibe la presencia misma de Dios: Simul in actione contemplativus.
A veces denominado "misticismo de servicio", no debe identificarse con una "espiritualidad jesuita" más propia de la Compañía de Jesús.

## LosEjercicios espirituales
Como toda espiritualidad católica, la espiritualidad ignaciana reposa en los Evangelios y en la fe cristiana. Igualmente alimentada con la autobiografía y las numerosas cartas de dirección espiritual de Ignacio de Loyola, la espiritualidad ignaciana tiene su origen más concretamente en los Ejercicios Espirituales del fundador, que tienen como objetivo «la conquista de sí mismo y la organización de su vida de tal forma que ninguna decisión se tome bajo la influencia de un excesivo apego humano».
En otras palabras, los Ejercicios Espirituales buscan dejar acceder a la persona comprometida en continuar con un mayor grado de libertad frente a sus propios gustos, aversiones, comodidades, deseos, necesidades, apetitos, prejuicios y pasiones a fin de que pueda hacer una elección de vida y decidir cosas importantes basándose únicamente en lo que ella discierne que es la voluntad de Dios para sí misma, y con ello encontrar alegría y paz interior en unión con Dios.

## Principios generales
La espiritualidad ignaciana, que, arraigada en el cristianismo, postula un Dios amante de los hombres y actúa en el mundo para su bien y con su colaboración, concede gran importancia a la búsqueda de lo que les permitirá vivir mejor según este deseo de Dios que vivir en plenitud, cuyo cumplimiento conduce a la unión mística con Dios. El proceso de toma de decisiones ignaciano reconoce que, ante lo "bueno" y lo "mejor", aquello a lo que Dios llama al hombre, será lo que haga «mejor para mi» en el seguimiento de Cristo, el servicio del mundo, discernido en la contemplación de Cristo y en las contingencias de la realidad.
Así, toda formación ignaciana es una formación para el envío en misión, en la Iglesia, de aquellos que, tras un discernimiento realizado durante o después de una "larga jubilación"A partir de los Ejercicios Espirituales queremos, como dice Ignacio, «Los que quieran fijar su corazón y distinguirse más en todo servicio a su Rey eterno y Señor universal, no sólo ofrecerán sus personas a la pena, sino que, actuando contra su propia sensualidad y contra su amor carnal y mundano, Habrá ofertas de mayor valor e importancia…» [Ex. spir. nº 97]. «En todo, amar y servir. Era un aforismo querido por Ignacio, quien, en los primeros días de su conversión, quiso hacerlo mejor que los santos católicos Francisco de Asís y Domingo de Guzmán. Incluso lo mejor (magis) —que es "por Dios» y no superar a los demás— es inherente a la espiritualidad ignaciana.

## Características

### A mayor gloria de Dios
Para San Ignacio de Loyola «el hombre es creado para alabar, reverenciar y servir a Dios nuestro Señor y con ello salvar su alma» [Ex. spir. nº 23]. Es el «principio y fundamento presentando sus Ejercicios Espirituales. Ignacio declara: «El propósito de nuestra vida es vivir con Dios para siempre. Aprender a encontrar a Dios en todas las cosas es esencial –todo es sagrado y nada es profano–, al igual que desarrollar una relación de criatura con Creador, que es Padre amoroso.»

### Amor por la persona de cristo
La espiritualidad ignaciana es eminentemente cristocéntrica. En sus Ejercicios Espirituales, Ignacio dedica las tres últimas semanas a la contemplación de Jesucristo: desde su nacimiento y su ministerio público hasta su Pasión y, finalmente, sus apariciones como Resucitado. El preludio de la oración del primer día [Éx. spir. n°104] nos invita a pedir la gracia: «para poder conocer más íntimamente a Nuestro Señor, amarlo más tiernamente y seguirlo más de cerca». El amor a Cristo unifica todo en la vida de Ignacio, incluso lo que parece dialécticamente opuesto: oración y acción, búsqueda de la perfección personal y del bien de los demás, pluralismo y unidad, inculturación local y universalidad de la misión, dependencia de Dios y libertad humana (sic Deo fide...).

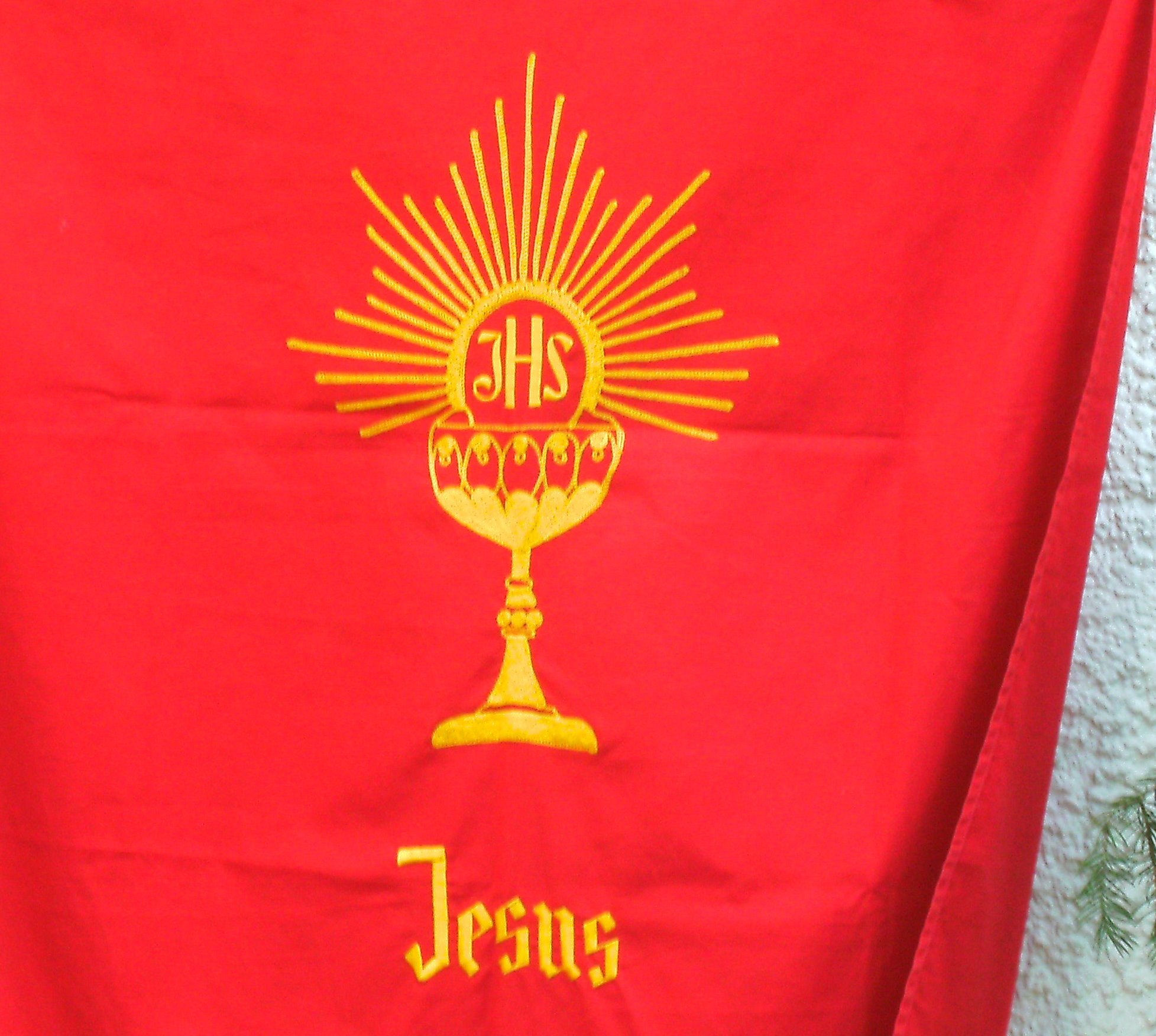
IHS.

Alma de Cristo es una de las oraciones favoritas del fundador de los jesuitas: hace que los ejercitantes lo reciten [Ex. spir. nº 63]. El nombre de Jesús, bajo su monograma IHS, frecuentemente presente en los edificios e iglesias de los jesuitas, como en muchas publicaciones, es una expresión, entre otras, de este apego a la persona de Jesús. Una vida de oración asidua alimenta este amor de Cristo. E Ignacio de Loyola —innovador en esto— se compromete a la recepción frecuente del sacramento de la Eucaristía, el medio más seguro de estar unidos a Cristo.
La devoción al Sagrado Corazón de Jesús, que fue difundida vigorosamente por Claudio La Colombière y otros, por invitación de Margarita María Alacoque, es otra dimensión del aspecto cristocéntrico de la espiritualidad ignaciana. El descubrimiento de la compasión y del inmenso amor misericordioso de Cristo por todos los miembros de la gran familia humana llevó a luchar contra el rigorismo y el pesimismo espiritual de los jansenistas.

### Discernimiento personal
El discernimiento personal y la búsqueda de la voluntad de Dios están arraigados en la creencia de que Dios está activo en toda la vida humana, guiando a cada uno hacia la plenitud de la vida. Consiste en una reflexión sobre los acontecimientos ordinarios y extraordinarios de la vida y supone un hábito de oración personal con un autoconocimiento realista y una apertura a la influencia del Espíritu Santo. El proceso de discernimiento es en sí mismo oración porque se realiza en la presencia de Dios. Más que una reflexión personal, es una atención tranquila a Dios. Su finalidad es comprender las elecciones posibles en el corazón y, en la indiferencia espiritual (ignaciana) libertad interior, percibir mediante los diversos movimientos interiores del alma cuál es la elección que corresponde a la voluntad de Dios en su amor personal, elección. Cuál es el "mejor". El proceso conduce a una decisión. El discernimiento es un proceso iterativo, pero si hay progreso en la vida espiritual, el discernimiento (y la elección de "mejor”) se vuelve intuitivo.

### Dirección espiritual
El discernimiento personal, como el progreso en la oración o la contemplación, se ve favorecido por la presencia de un guía espiritual, una persona experimentada en las cosas de Dios. Quienes adoptan la espiritualidad ignaciana tienen un guía espiritual, especialmente en sus inicios, cuya función es facilitar el contacto con Dios, ayudando al «dirigido» a superar los obstáculos encontrados y evitar las ilusiones espirituales sin ser él mismo un obstáculo: el no «dirigido» pero que facilita el diálogo con Dios.
Estos encuentros con el guía espiritual —que no es necesariamente un sacerdote— se realizan periódicamente, aunque, a lo largo del progreso espiritual y de la elección del «mejor» en la vida se vuelven más habituales y casi intuitivas, pueden espaciarse. La dirección espiritual no está vinculada al sacramento de la penitencia, aunque, en el caso de que el guía espiritual sea un sacerdote, puede ir acompañado de éste.

### Conocimiento personal
Para un auténtico servicio a Dios es imprescindible un buen conocimiento de uno mismo. Y eso genera humildad. Ignacio recomienda, como ejercicio de oración, lo que se llama (incorrectamente) «examen de conciencia». Se trata de revisar los acontecimientos del día a la luz del Espíritu Santo, de despertar la sensibilidad interior a las propias acciones, deseos y estado espiritual, a través de cada momento. El examen no es introspección sino que busca percibir dónde Dios invita a la persona a cambiar y crecer, dónde Dios llama a la persona a una reflexión más profunda, dónde hay debilidades y actitudes egoístas habituales o pecado. Y finalmente aceptar con humildad dónde estamos y reconocer los avances a realizar pidiendo perdón por las faltas cometidas, así como por el bien no realizado. Un «examen general» más profundo se hace en los momentos fuertes de la vida espiritual, como durante el retiro anual de ocho días.

### Amor efectivo
La gloria de Dios y el amor de Cristo conducen necesariamente a un amor comprometido y eficaz al servicio de los demás. No puede permanecer en el nivel de la emoción espiritual y de la afectividad humana, aunque estos aspectos sean portadores útiles de la persona. San Ignacio de Loyola, si invita a menudo a «implorar a Dios que nos conceda a todos la gracia de conocer su santa voluntad», siempre agrega «y hazlo perfectamente».
Si Dios «trabaja para nosotros» [Ex. spir. n°236], pide sin embargo nuestra colaboración. La verdadera y perfecta reacción amorosa requiere una gran libertad interior respecto de los gustos y preferencias personales. Desde una perspectiva ignaciana, es impensable que se busque la salvación personal sin velar y contribuir a la de los demás. Esto es lo que Ignacio llama «celo por las almas». La educación jesuita, impregnada de la espiritualidad ignaciana, busca formar «hombres y mujeres para los demás» como lo definió Pedro Arrupe. En este servicio desinteresado a los demás encontramos inevitablemente a Dios, estamos unidos a su persona. La espiritualidad ignaciana conduce a una «misticismo de servicio».